# گنزدیلوفکا
گنزدیلوفکا (انگلیسی: Gnezdilovka) یک شهرک در بخش پروخوروفسکی استان بلگورود کشور روسیه است.